# قشلاق سوپورگلی
قشلاق سوپورگلی یا قشلاق آران یکی از روستاهای استان آذربایجان شرقی است که در دهستان تیرچایی بخش کندوان شهرستان میانه واقع شده‌است.
روستای قشلاق سوپورگلو(قره خانلو قشلاقی) یکی از روستاهای استان آذربایجان شرقی است که در دهستان تیرچائی بخش کندوان شهرستان میانه واقع شده‌است. 
این روستا در فاصله ۳۰ کیلومتری از شهر میانه واقع شده است.
جمعیت این روستا ۹۷ نفر و تعداد خانوار آن، ۴۰ خانوار است.
قشلاق سوپورگلو واقع در دامنه ارتفاعات رشته کوه بوزقوش غربی شهرستان میانه مشرف به شهرستان سراب ، قریب به ۳۰۰ سال پیش توسط شخصی بنام قره خان از اکراد کرمانج جهت سکونت مکان یابی شده و تأسیس می‌گردد.
قره خان باتفاق دو برادرش بنام‌های سلمان خان و عالی خان که از کردهای کرمانج ساکن در ارتفاعات مابین طالش و خلخال، جدا گشته و به دنبال مکانی مناسب جهت چرای احشام کثیر خود بودند، ییلاقات بوزقوش را مناسب دیده و هر برادر همراه با خانواده اولادشان مبادرت به تأسیس یک روستا جهت سکونت نمودند و بدین شکل بوده که روستاهای قشلاق سوپورگلو (قره خانلو قشلاقی)، قشلاق گلیورد (سلمانی قشلاقی) و قشلاق موسی بیگ (عالی قشلاقی) بوجود آمده است.